# Нитка розжарення

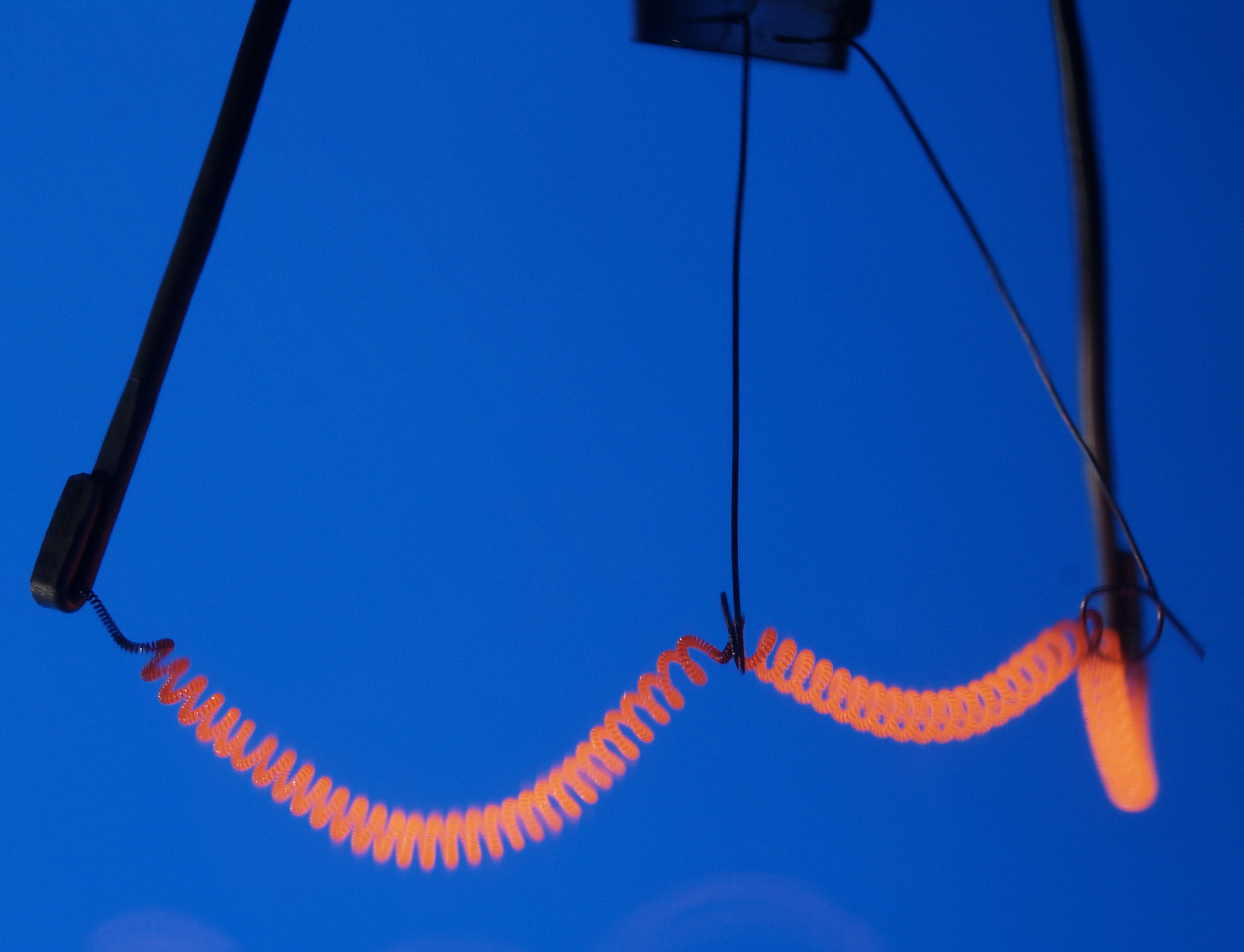
Нитка розжарювання електричної лампочки

Ни́тка розжа́рювання — закручена нитка з вольфраму чи вольфрамових сплавів, яка завдяки своєму опору перетворює електричний струм у світло і тепло (теплову дію струму). Використовується в електричних лампочках розжарення.